# Doringo
Doringo, hrvatski glazbeni ansambl iz Zagreba. Sviraju instrumentalni progresivni rock.
Članovi su basist Mihovil Jurdana, bubnjar Damir Mihaljević i gitarist i bas-gitarist i producent Doringo
 (Bago), pravog imena Dinko Čvorić. Doringo je prije bio gitarist sastava Šta ima?, koji je svirao instrumentalnu glazbu i vješto spajao free jazz, math-rock, progressiv, world-music.
Objavili su dva studijska albuma: Infography 2017. i Gužva u svemiru 2020. godine. Prosinca 2018. snimili su spot za skladbu Vrlika, kao jedan od najavnih singlova za drugi dugosvirajući album Gužva u Svemiru. Na Gužvi u svemiru je osam instrumentalnih skladbâ u surf/world/prog/rock maniri. Album je sniman u studijima Slamasonik i SveMir u Zagrebu te objavljen na CD-u i dostupan je za skidanje digitalnim putem. Na albumu gostuje Mak Murtić na saksofonu i Aldo Foško na bas-klarinetu, a na violini i akustičnoj gitari gostuju Lucija Stanojević i Orjen Riđanović. Početna skladba Mrežničko kolo je surf rock, a Doringo njime daje novi termin u žanru: zemljopisni rock (geographical rock). Snimili su spotove za skladbe Kineska močvara i Vrlika.
29. kolovoza 2020. nastupili su na 3. Split Open Jazz Fairu,  premda glazbom nisu usko vezani uz jazz, ali "njihova autorska instrumentalna glazba odiše autohtonim zvukom te svirački koketiraju čak i sa simfo rockom".
1.rujna 2020. objavljuju singl Tri probe tjedno koji je ujedno i najava trećeg albuma "Budem budem" čiji se izlazak očekuje sredinom 2021. Za pjesmu je napravljen i spot.

## Diskografija
- Infography, Hitchtone Music & Promotion, 2017.[4]
- Gužva u svemiru, Hitchtone Music & Promotion, 2020.[3]

## Vanjske poveznice
- Facebook
- YouTube
- Discogs Doringo (glazbenik)